# Antonysamy Susairaj
Antonysamy Susairaj, né le 28 décembre 1951 à Elathagiri (Tamil Nadu) en Inde est un missionnaire catholique indien, membre des Missions étrangères de Paris administrateur apostolique puis préfet apostolique de  Kompong Cham de 1997 à 2019.

## Biographie
Ordonné prêtre le 27 mai 1978 dans le diocèse de Salem (Inde), il fera des études à l'université pontificale du Latran (Rome) de 1980 à 1984.
Après plusieurs ministères dans son diocèse, il demande à intégrer la Société des Missions étrangères de Paris en 1994.
En 1995 il est envoyé à la mission de Kampong Cham, au Cambodge.
Le 16 juillet 1997, il est nommé administrateur de cette préfecture apostolique à la suite de la démission de Mgr André Lesouëf.
Le 27 mai 2000, le Saint-Siège le nomme nouveau préfet apostolique de Kampong Cham. Il démissionne de cette charge le 25 juillet 2019.

## Sources et références
- (en) Fiche sur catholic-hierarchy.org
- Sa fiche sur le site des Missions Étrangères de Paris